# تشارلز إلمر
تشارلز إلمر (بالإنجليزية: Charles Elmer)‏ هو عالم فلك أمريكي، ولد في 1872 في نيويورك في الولايات المتحدة، وتوفي في 1954.